# Butuan
Butuan – miasto na Filipinach, na północno-wschodnim wybrzeżu wyspy Mindanao, stolica regionu Caraga.
- Liczba mieszkańców: 257 000
- Powierzchnia miasta: 817,28 km².

W mieście rozwinął się przemysł spożywczy oraz drzewny. Znajduje się tu również port lotniczy Bancasi.

## Współpraca
- Koronadal, Filipiny
- Baguio, Filipiny
- Cebu City, Filipiny
- Iligan, Filipiny
- Lapu-Lapu, Filipiny
- Malaybalay, Filipiny
- Makati, Filipiny
- Maragusan, Filipiny
- Dumaguete, Filipiny
- Adelaide, Australia
- Itakura, Japonia
- Kasai, Japonia
- Kitakyūshū, Japonia
- Sybin, Rumunia